# 麹町郵便局
麹町郵便局（こうじまちゆうびんきょく）は東京都千代田区にある郵便局。民営化前の分類では集配普通郵便局であった。

## 概要
住所：〒102-8799 東京都千代田区九段南4-5-9

### 分室
分室はなし。以下は過去に存在した分室である。
- 東京逓信病院内分室（北緯35度41分49秒 東経139度44分33秒） - 東京逓信病院内に設置。局番号は01252A。2014年7月26日廃止。

### 再開発計画
2021年に日本郵政が発表した中期経営計画『JPビジョン2025』では、不動産開発を行う拠点候補の1つとして挙げられていた。
2023年4月に詳細な再開発計画が公表され、隣接する土地を取得した上で2024年春頃に局舎の解体と新規ビルディングの新築工事に着手し、2027年春頃に竣工する予定とされている。新規建物は地上11階、地下2階で、郵便局や賃貸オフィス、駐車場などが入居する予定。建設している間は麹町郵便局は仮設店舗へと移転する。
2025年3月に5月5月から元の営業していた局舎へ移転すると告知した。

## 沿革
- 1928年（昭和3年）
  - 8月6日 - 開局。
  - 11月15日 - 牛込電信取扱所の廃止に伴い、取扱事務を継承[3]。
- 1948年（昭和23年）1月3日 - 麹町四郵便局の一時閉鎖[4]に伴い、取扱事務を承継[5]。
- 1951年（昭和26年）3月1日 - 麹町富士見町郵便局の一時閉鎖[6]に伴い、取扱事務を承継[7]。
- 1966年（昭和41年）11月1日 - 東京逓信病院内分室における簡易生命保険および郵便年金の窓口事務を廃止。
- 1996年（平成8年）7月1日 - 外国通貨の両替および旅行小切手の売買に関する業務取扱を開始。
- 2007年（平成19年）3月26日 - 全共連ビル内郵便局の一時閉鎖に伴い、取扱事務を承継[8]。
- 2007年（平成19年）10月1日 - 民営化に伴い、併設された郵便事業麹町支店に一部業務を移管。
- 2012年（平成24年）10月1日 - 日本郵便株式会社の発足に伴い、郵便事業麹町支店を麹町郵便局に統合。
- 2014年（平成26年）7月26日 - 東京逓信病院内分室を廃止[9]。
- 2016年（平成28年）8月22日 - ゆうゆう窓口の24時間営業を廃止。
- 2024年（令和６年）3月11日 - 麹町郵便局における開発計画に伴い郵便局窓口を仮店舗として「東京都千代田区五番町5-1」へ移転
- 2024年（令和６年）3月18日 - ゆうゆう窓口を「東京都千代田区四番町7-7」ほかに移転営業

## 取扱内容
- 郵便、印紙、ゆうパック、内容証明
- 貯金、為替、振替、振込、国際送金、外貨両替、国債、投資信託
- 生命保険、バイク自賠責保険
- ゆうちょ銀行ATM
- 千代田区内の一部地域（〒102-xxxx）の集配業務
- ゆうゆう窓口

## 周辺
- 靖国神社
- 法政大学
- 大妻女子大学
- 東京家政学院短期大学

## アクセス
- JR中央本線、東京メトロ有楽町線・南北線、都営地下鉄新宿線 市ケ谷駅（A3出口）から東へ約300m（徒歩約3分）[10]
- 都営バス 一口坂停留所下車
- 首都高速都心環状線 代官町出入口から北西へ、5号池袋線 西神田出入口から南西へそれぞれ約1.5km
- 駐車場あり：2台

## その他
日本テレビ本社屋が千代田区二番町14に存在していた時代、視聴者から各番組への宛先は当郵便局私書箱宛てに指定されていたケースがほとんどであったが、『あすの世界と日本』『それは秘密です!!』『カックラキン大放送!!』の3番組は本社所在地宛てだった。